# Solidariskt Uddevalla
Solidariskt Uddevalla (SU) var en ideell förening, bildad den 5 februari 2006 i Uddevalla kommun av vänsterpartister, miljöpartister och partilösa (bland andra den förra socialdemokraten AnnKristin Allvin). SU ställde upp i kommunvalet 2006 och verkade som ett politiskt parti i fullmäktige under den kommande mandatperioden. 
Bakgrunden till SU var en förfrågan från Vänsterpartiet i Uddevalla till Miljöpartiet om valtekniskt samarbete. Mp sa ja men Vänsterpartiets partistyrelse sa nej. Nio vänsterpartister valde ändå att kandidera för SU och blev då uteslutna ur partiet.
Dit hörde Evy Gahnström, tidigare kommunalråd för Vänsterpartiet, Kjell Grönlund och Jarmo Uusitalo. Bengt Eriksson valde att lämna vänsterpartiet. 
SU fick elva procent av rösterna och sex mandat i kommunfullmäktige. Vänsterpartiet, som till slut ställde upp med en egen lista, tappade över tio procentenheter jämfört med valet 2002.
I valet 2010 beslutade Miljöpartiet att ställa upp under eget namn men fortsatt erbjuda oberoende kandidater plats på valsedeln.
Föreningen Solidariskt Uddevalla ställde därför inte upp under egen beteckning i valet och upplöstes vid mandatperiodens slut.